# Вайлі Пост

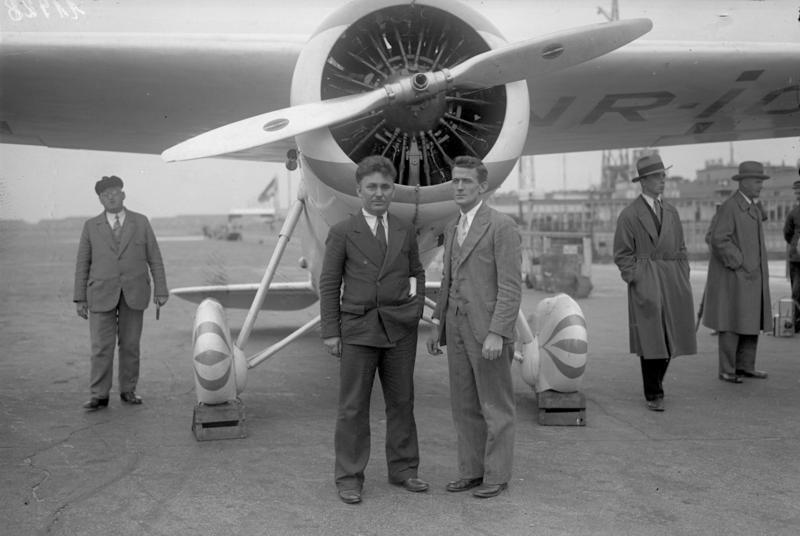
Вайлі Пост, Гарольд Гетті, «Winnie Mae» в Німеччині, 1931

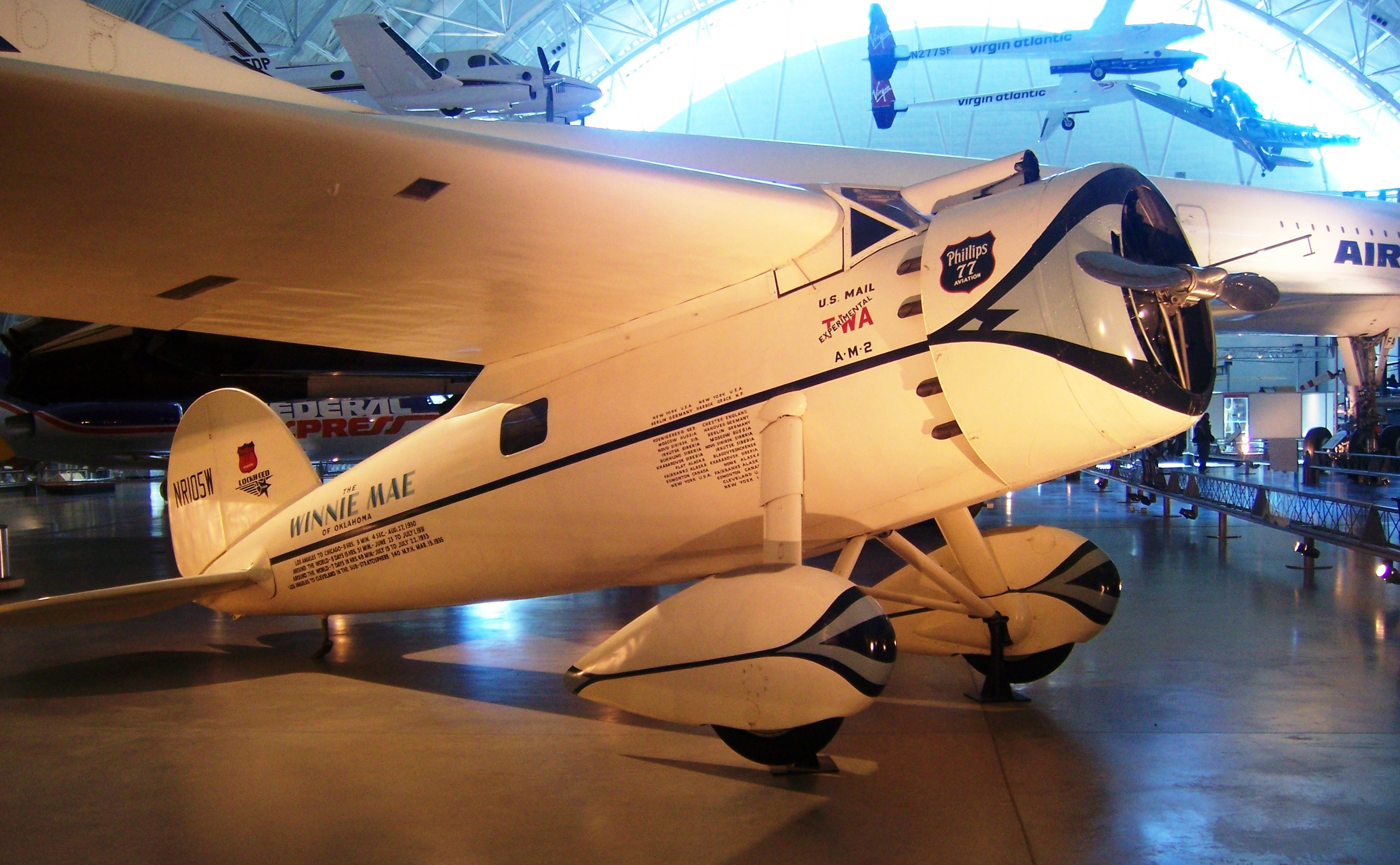
Літак «Winnie Mae» в Смітсонівському інституті

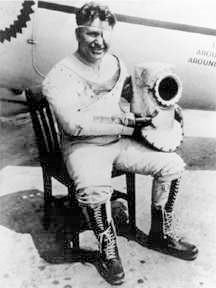
Вайлі Пост в скафандрі для стратосферного польоту

Вайлі Гардеман Пост (англ. Wiley Hardeman Post; 22 листопада 1899, Гренд Плейн, Техас — 15 серпня, 1935, Аляска) — американський льотчик і мандрівник.

## Біографічні дані
Працював фермером, нафтовиком. У 1926 році під час буріння нафтової свердловини втратив ліве око. Не зважаючи на це не залишив давню мрію пов'язати своє життя з авіацією і незабаром отримав ліцензію цивільного пілота. Тоді ж почав працювати в Оклахомі на нафтовика Ф. К. Холла. В 1930 році на літаку глави компанії брав участь у змаганнях «National Air Race Derby» і виграв їх.
Після пілотованого навколосвітнього польоту доктора Хуго Екенера, здійсненого за 21 день на борту дирижабля «Граф Цепелін», Віллі Пост мріяв про навколосвітню подорож на літаку. Упевнений у своєму успіху, почав готуватися до подорожі і вибрав для польоту літак «Lockheed Vega 5В» — найшвидший у 1930-і роки та вдало сконструйований. Замість шести посадочних місць в кабіні були встановлені паливні баки з пальним. Крім того, була поліпшена аеродинаміка літака, а швидкість літака збільшена до 217 км/год.
Літак, названий «Winnie Mae», взяв старт 23 червня 1931 року з аеропорту ім. Рузвельта в Нью-Йорку. Штурманом був Гарольд Гетті. Політ був розбитий на 14 етапів з метою заправки палива і перевірки роботи вузлів літака.
Перший етап польоту проходив від Нью-Йорка до Харбор Грейс в Ісландії, потім через океан в англійський Честер, на Ганновер, Берлін. На переліт відводилося 35 годин без відпочинку. Після дев'яти годин сну було взято курс на Москву і далі до Новосибірська, Іркутська, Благовєщенська-на-Амурі. В Благовєщенську літак загруз у багнюці, і незапланована перерва тривала 14 годин. Потім відбувся переліт до Хабаровська і далі через Тихий океан на Аляску.
Найдовший етап польоту, що тривав 17 годин, закінчився тим, що погнулася лопать гвинта. На її ремонт пішов час, призначений для відпочинку, далі був переліт на Фербенкс. Там була замінена лопать гвинта, потім переліт в Едмонтон, Канада. Наступна стадія: Едмонтон — Клівленд — Нью-Йорк.
Весь політ зайняв 8 днів 15 годин і 51 хвилину. Через два роки Пост вирішив повторити свій подвиг. Стартувавши з того ж самого аеродрому, він проробив аналогічний маршрут в 25 089 км за 7 днів 18 годин і 49 хвилин. Таким чином, він покращив свій колишній рекорд на 21 годину.
За заслуги в авіації Міжнародна федерація повітроплавання в 1933 році нагородила Віллі Поста Золотою медаллю.
Під час другого польоту Пост підтвердив ефективність нового обладнання, встановленого на його літаку, включаючи такий важливий прилад, як автопілот. У 1934 році Пост провів ряд експериментальних польотів, включаючи субстратосферні польоти з використанням спеціального обладнання для їх виконання.
У серпні 1935 році Пост разом зі своїм другом, сатириком Віллі Роджерсом, відправився в подорож по Сибіру. 15 серпня вони приземлилися в Волкпі на Алясці. Їх літак був обладнаний поплавцями для посадки на воду, але вони виявилися такими важкими, що машина втратила рівновагу і розбилася об поверхню арктичного озера. У цій аварії загинули обидва пілоти.
Конгрес США з метою увічнення пам'яті Віллі Поста викупив Lockheed Vega 5В «Winnie Mae». Повністю відновлений літак поповнив колекцію експонатів в Смітсонівському інституті у Вашингтоні.

## Вшанування пам'яті
Іменем Поста названий аеропорт Барроу (англ. Wiley Post-Will Rogers Memorial Airport) на Алясці.